# Taktikon Uspenskega
Taktikon Uspenskega je dogovorjeno ime seznama naslovov civilnih, vojaških in cerkvenih uradnikov in funkcionarjev Bizantinskega cesarstva in njihove hierarhije na cesarskem dvoru, ki je nastal sredi 9. stoletja. Nikolaos Oikonomides trdi, da je nastal v letih 842/843. To pomeni, da gre za prvi iz niza takšnih dokumentov (taktika), ki so nastajali v 9. in 10. stoletju. Dokument je dobil ime po ruskemu bizantinistu Fjodorju Uspenskemu, ki ga je odkril v poznem 19. stoletju v knjižnici grškega patriarhata v Jeruzalemu v rokopisu Codex Hierosolymitanus gr. 39  iz 12./13. stoletja. Rokopis vsebuje tudi del Filotejevega Kletorologija.

## Tiskane izdaje
- F. Uspenski: Византийская табель о рангах [Seznam bizantinskih činov]. Известия Русского Археологического Института в Константинополе 3 (1898), str. 98–137.  (v ruščini)
- N. Oikonomides: Les listes de préséance byzantines des IXe et Xe siècles. Paris. 1972. str. 47–63. . (v francoščini)